# Resolution 1246 des UN-Sicherheitsrates

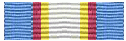
Medaillenspange der UN für UNAMET und UNTAET

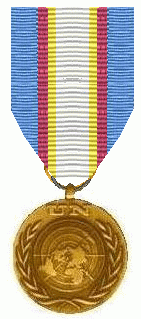
Medaille der UN für UNAMET und UNTAET

Resolution 1246 des UNO-Sicherheitsrats wurde am 11. Juni 1999 unter Hinweis auf die Resolution 1236, die Vereinbarung zwischen Indonesien und Portugal vom 5. Mai 1999 und die Vereinbarung zwischen den Vereinten Nationen und den Regierungen von Indonesien und Portugal vom selben Tag über die Modalitäten eines Referendums in Osttimor (S/1999/513, annexes I-III) einstimmig angenommen. Damit beschlossen die Vereinten Nationen die Aufstellung der Mission der Vereinten Nationen in Osttimor (UNAMET).

## Hintergrund
1974 hatte Indonesien die bisherige Kolonie Portugiesisch-Timor besetzt, als diese sich im Prozess zur Entlassung in die Unabhängigkeit befand. Seitdem herrschte ein Guerillakrieg zwischen Osttimoresen und Indonesiern, die das Land völkerrechtswidrig 1975 annektierten. Direkt und indirekt starben durch die Besetzung 183.000 Menschen. 1999 vereinbarten die ehemalige Kolonialmacht Portugal und Indonesien, ein Unabhängigkeitsreferendum über die Zukunft des Landes durchzuführen. Doch bereits Anfang 1999 begannen pro-indonesische Milizen (Wanra) durch Gewalt die Bevölkerung einzuschüchtern.

## Die Resolution
Generalsekretär Kofi Annan berichtete über die angespannte Situation und Gewalt in Osttimor (S/1999/595). Der Sicherheitsrat drückte seine Besorgnis über die Lage aus und nahm zur Kenntnis, dass eine Versöhnung zwischen den konkurrierenden Fraktionen innerhalb Osttimors dringend notwendig sei. Dabei wurde die fruchtbare Zusammenarbeit der UN mit der Regierung Indonesiens und den lokalen Behörden begrüßt und man zeigte sich erfreut über den Abschluss der Konsultationen zwischen der UN und der Regierung Indonesiens über den Einsatz von militärischen Verbindungsoffizieren im Rahmen der in dieser Resolution beschlossenen UN-Mission. Zur Kenntnis wurde ein Schreiben des Ständigen Vertreters Portugals bei den Vereinten Nationen an den Präsidenten des Sicherheitsrats vom 7. Juni 1999 (S/1999/652) genommen.
Angesichts der seit Juli 1983 anhaltenden Bemühungen der Regierungen von Indonesien und Portugal, mit Hilfe des Generalsekretärs eine gerechte, umfassende und annehmbare Lösung zur Osttimorfrage zu finden, begrüßte der Sicherheitsrat die Ernennung eines Sonderbeauftragten des Generalsekretärs für das Referendum in Osttimor und bekräftigte seine Unterstützung für die Bemühungen des Persönlichen Beauftragten des Generalsekretärs für Osttimor.
Der Sicherheitsrat beschloss die Etablierung der Mission der Vereinten Nationen in Osttimor (UNAMET) bis zum 31. August 1999, um das für den 8. August geplante Referendum auf Grundlage von unmittelbaren, geheimen und allgemeinen Wahlen zu organisieren und durchzuführen. Für die Bevölkerung Osttimors sollte sich die Wahl stellen, ob sie den verfassungsrechtlichen Rahmen für eine Sonderautonomie Osttimors innerhalb der Republik Indonesien akzeptieren oder ob sie diese ablehnen, was zu einer Trennung Osttimors von Indonesien im Einklang mit dem Allgemeinen Abkommen führen würde und den Generalsekretär ermächtigen würde, die Verantwortung entsprechend Absatz 3 des Sicherheitsabkommens zu übernehmen.
Der Sicherheitsrat ermächtigte für die Zeit bis zum 31. August 1999 den Einsatz von 280 zivilen Polizisten als Berater der indonesischen Polizei innerhalb der UNAMET bei ihrer Aufgabe, die Stimmabgabe zu überwachen und zu begleiten und den Transport der Wahlurnen zu und von den Wahllokalen zu begleiten. Für denselben Zeitraum wurden 50 Verbindungsoffiziere ermächtigt, den Kontakt mit den Streitkräften Indonesiens zu schaffen, damit der Generalsekretär seine Aufgaben gemäß dem Allgemeinen Abkommen und dem Sicherheitsabkommen wahrnehmen kann. Die Modalitäten für die Umsetzung des Referendums wurden gebilligt.
Dem Vorschlag des Generalsekretärs folgend sollte die UNAMET aus mehreren Komponenten bestehen:
- ein politischer Bestandteil für die Überwachung der Fairness im politischen Umfeld, für die Gewährleistung der Freiheit aller politischen und anderer Nichtregierungsorganisationen zur Ausübung ihrer Tätigkeiten und der Überwachung und Beratung des Sondergesandten in allen Fragen der politischen Auswirkungen.
- eine Komponente betreffs der Wahl für alle Aktivitäten im Zusammenhang mit

Registrierung und Abstimmung
- eine Komponente zur Information der Osttimoresen in einer objektiven und unparteiischen Form über das Allgemeine Abkommen und den Rahmen der vorgeschlagenen Autonomie, um ihnen Informationen über den Prozess und das Verfahren der Abstimmung zu liefern und zur Erläuterung der Auswirkungen eines Ergebnisses für oder gegen den Vorschlag

Der Sicherheitsrat nahm die Absicht der Regierungen Indonesiens und Portugals zur Kenntnis, jeweils die gleiche Anzahl von Vertretern zu allen Phasen des Konsultationsprozess innerhalb und außerhalb Osttimors zu entsenden. Alle Parteien wurden aufgefordert, mit der UNAMET zu kooperieren und für die Sicherheit und Bewegungsfreiheit der Mitarbeiter zu sorgen. Besonders wurde die Verantwortung der indonesischen Regierung betont, für Frieden und Sicherheit in Osttimor zu sorgen. Alle Akte von Gewalt, unabhängig von wem, wurden verurteilt. Die Beendigung aller Aktivitäten und die Entwaffnung aller bewaffneten Gruppen in Osttimor wurde gefordert.

## Folgen
Mit der Resolution 1257 des UN-Sicherheitsrates musste infolge der Situation in Osttimor das Referendum auf den 30. August 1999 verschoben werden. In ihm entschied sich eine deutliche Mehrheit der Osttimoresen für die Unabhängigkeit von Indonesien, was zu einer letzten Gewaltwelle durch die Wanra und indonesische Sicherheitskräfte führte. 2.000 bis 3.000 Menschen kamen ums Leben, etwa drei Viertel der Bevölkerung Osttimors war auf der Flucht oder wurde vertrieben. Mit der Resolution 1264 des UN-Sicherheitsrates entschied sich der Sicherheitsrat daher zur Entsendung einer militärischen Eingreiftruppe (INTERFET). Osttimor kam bis zur Entlassung in die Unabhängigkeit 2002 unter UN-Verwaltung (UNTAET).